# Errina atlantica
Errina atlantica — вид гідроїдних кнідарій родини Stylasteridae ряду антомедуз (Anthomedusae). Вид поширений на півночі Атлантичного океану біля берегів Португалії на глибині 610—1180 м.